# Geprüfter Industriemeister Elektrotechnik IHK
Der geprüfte Industriemeister Elektrotechnik IHK ist eine Fachkraft aus der Elektrobranche, der Energieversorgung, des Maschinen- und Anlagenbaus sowie der Nachrichtentechnik. Er übernimmt in einem Industrie-Unternehmen eine Führungsposition und ist damit die Schnittstelle zwischen den Bereichen Entwicklung, Geschäftsleitung und Produktion. Wartungs- und Instandhaltungsarbeiten an Fertigungseinrichtungen in Produktionshallen und Werkstätten gehören zu den Aufgaben eines Industriemeisters Elektrotechnik IHK. Neben planerischen und organisatorischen Aufgaben übernimmt ein Industriemeister Elektrotechnik auch die Leitung bei der Endmontage von elektrischen Anlagen und deren Komponenten bei Firmen-Kunden.

## Voraussetzungen für den geprüften Industriemeister Elektrotechnik IHK
Für eine Weiterbildung zum geprüften Industriemeister Elektrotechnik IHK werden folgende Qualifikationen benötigt:

### Zulassung zur ersten Prüfung (fachrichtungsübergreifende Basisqualifikationen)
- abgeschlossene Berufsausbildung, die dem Elektronikberuf zugeordnet werden kann.
- oder abgeschlossene Ausbildung in einem anderen Bereich und danach mindestens 6 Monate Berufserfahrung im Bereich Elektrotechnik.
- oder mindestens vierjährige Berufserfahrung im Bereich Elektrotechnik.[2]

### Zulassung zur zweiten Prüfung (handlungsspezifische Qualifikationen)
- erfolgreicher Abschluss der ersten Prüfung, die weniger als 5 Jahre zurückliegt.
- und seit Abschluss der ersten Prüfung ein weiteres Jahr Berufserfahrung.
- und Abschluss der Ausbildereignungsprüfung.[2]

## Weiterbildung zum geprüften Industriemeister Elektrotechnik IHK – die Inhalte
- Ausbildereignungsprüfung
- Prüfungsinhalte – fachrichtungsübergreifende Basisqualifikationen: Recht, Betriebswirtschaftslehre, Anwendung von Methoden der Information, Kommunikation und Planung, Betriebliche Zusammenarbeit, Naturwissenschaften und Technik
- Prüfungsinhalte – handlungsspezifische Qualifikationen: Betriebstechnik, Betriebliches Kostenwesen, Planungs-, Steuerungs- und Kommunikationssysteme, Arbeits-, Umwelt- und Gesundheitsschutz, Personalführung, Personalentwicklung, Qualitätsmanagement.[3]
- Prüfungsstruktur – Die IHK-Abschlussprüfung zum geprüften Industriemeister Elektrotechnik besteht aus drei Teilen: den fachrichtungsübergreifenden Basisqualifikationen, den handlungsspezifischen Qualifikationen sowie einem abschließenden Fachgespräch. Die schriftlichen Prüfungen finden in der Regel im Frühjahr und Herbst statt. Der erste Prüfungsteil umfasst fünf schriftliche Klausuren zu Themen wie Recht, Betriebswirtschaft, Technik sowie Kommunikation und Zusammenarbeit. Nach Bestehen folgt der zweite Teil mit Schwerpunkten auf Technik, Organisation sowie Führungsaufgaben. Die Prüfung endet mit einer mündlichen Präsentation und einem Fachgespräch, in dem vor allem Führungskompetenz und technisches Wissen geprüft werden. Die Durchfallquoten variieren je nach Fachbereich zwischen 30 und 50 %.[4]

## Perspektiven auf dem Arbeitsmarkt
Im Jahr 2009 erlebte die Elektroindustrie eine große Krise; seitdem konnte die Branche ihre Umsätze wieder steigern. Es herrscht in der Elektrotechnikbranche ein starker Fachkräftemangel. Deshalb werden gut ausgebildete Fachkräfte, wie der Industriemeister Elektrotechnik, gesucht.
Im Schnitt verdient ein Geprüfter Industriemeister Elektrotechnik IHK im Jahr 2024 ca. 4.300 Euro Brutto.

## Staatliche Unterstützung für die Weiterbildung
Durch das Aufstiegsfortbildungsförderungsgesetz, früher „Meister-BAföG“, können Teilnehmer einer Weiterbildung zum geprüften Industriemeister Elektrotechnik IHK beantragen.